# 牛頭角公園

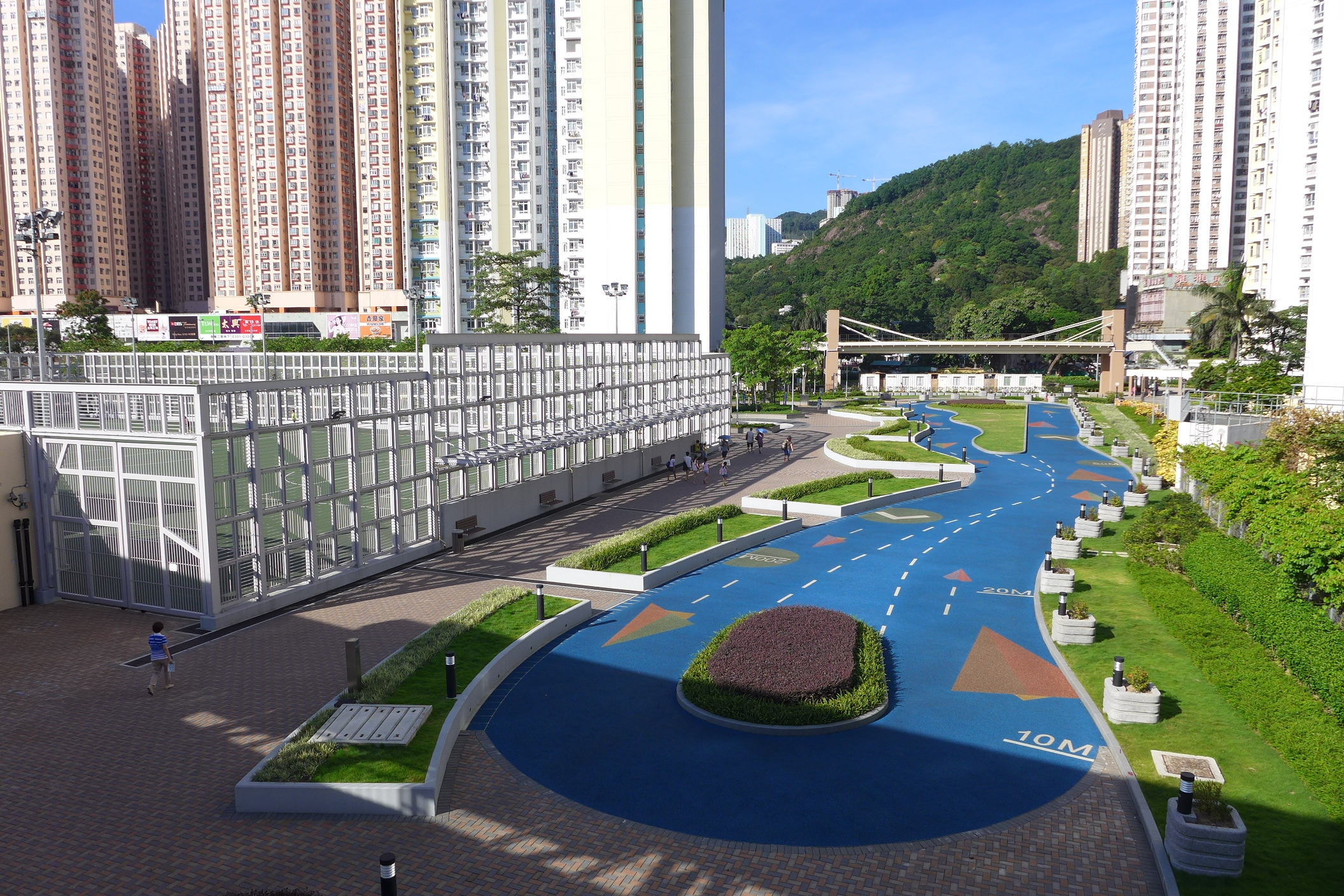
牛頭角公園緩跑徑

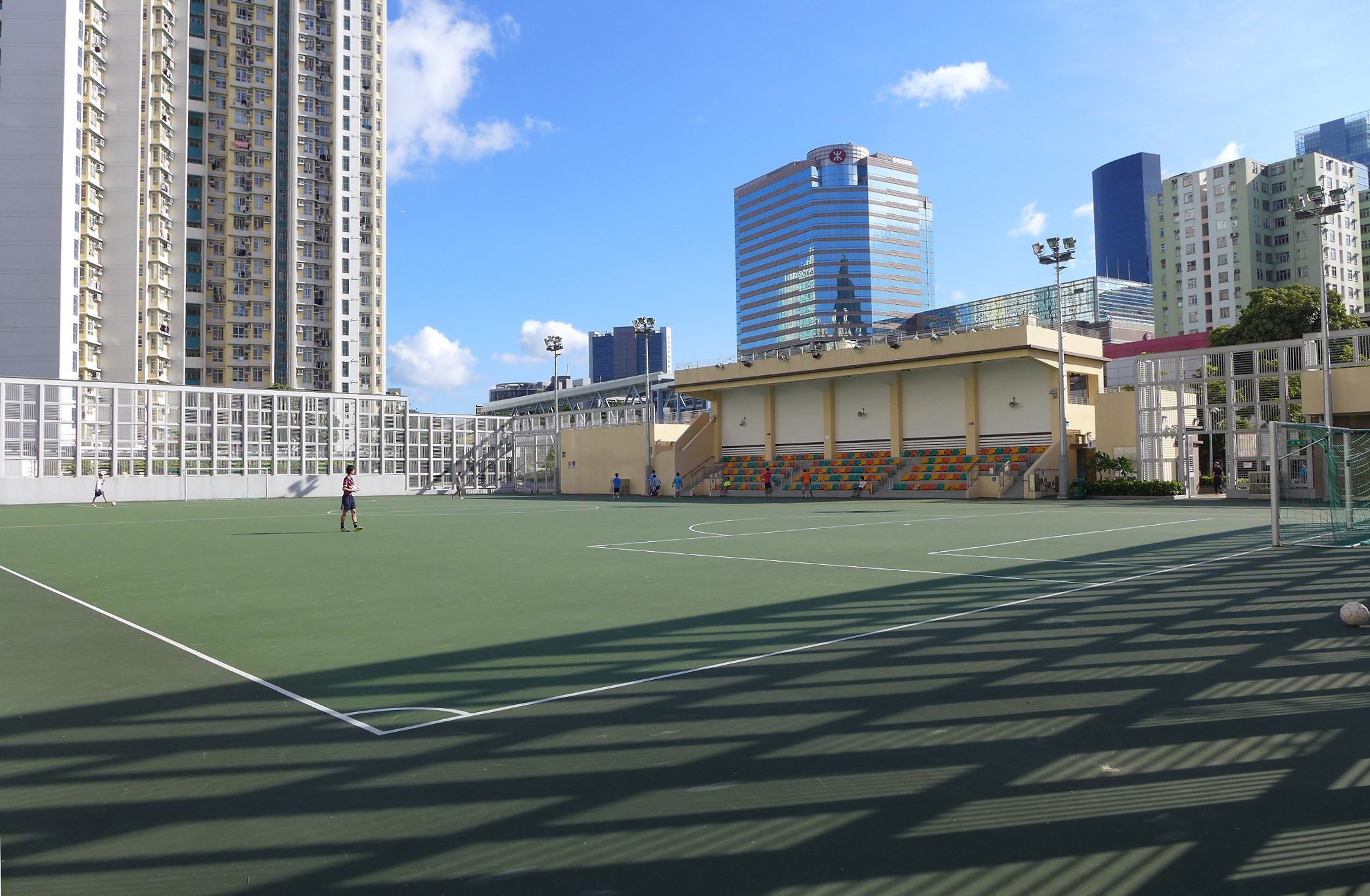
七人硬地足球場

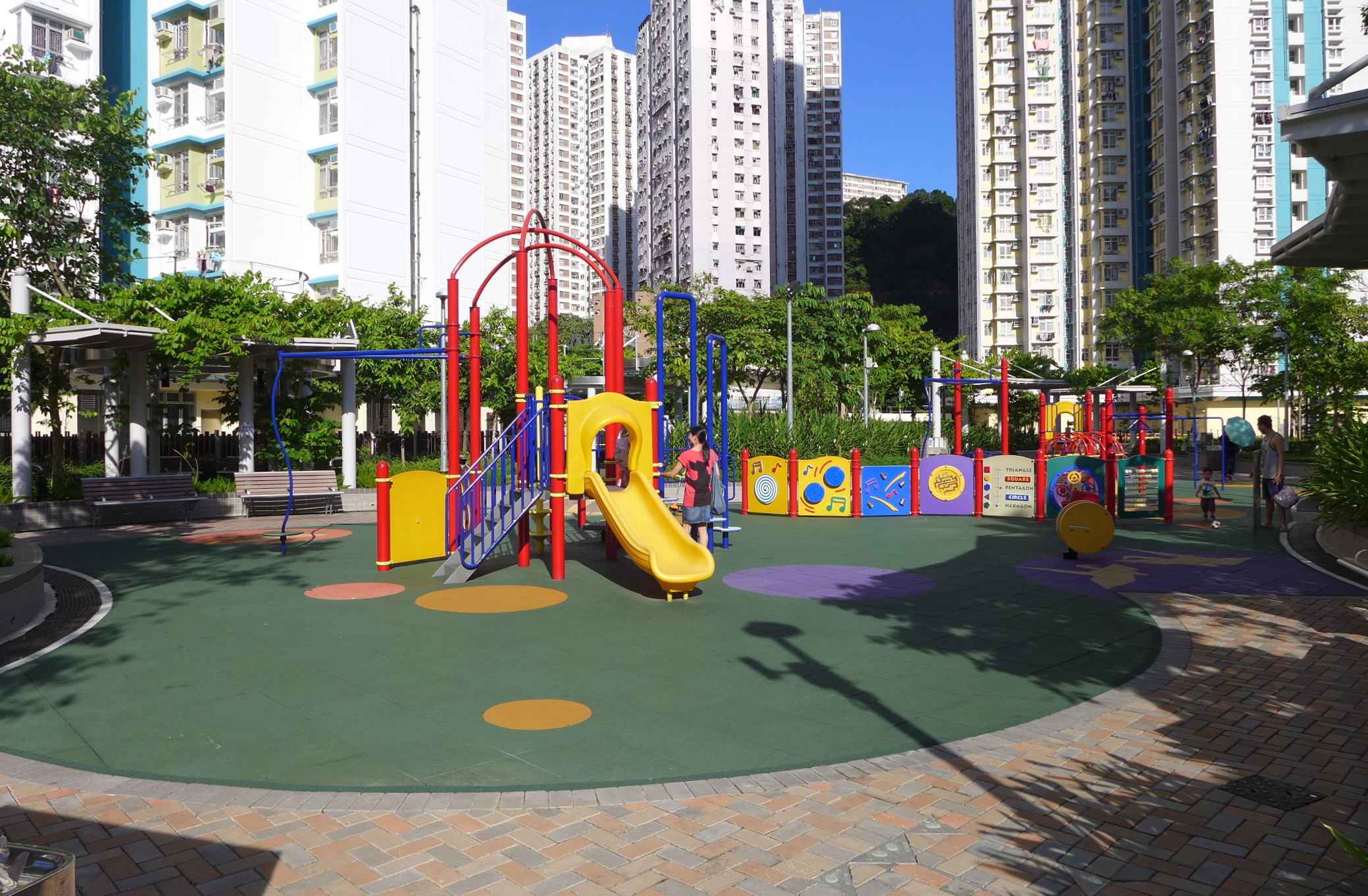
兒童遊樂場

牛頭角公園（英語：Ngau Tau Kok Park），地址位於香港九龍觀塘區牛頭角觀塘道199號，佔地約2公頃，於2015年8月落成，同年12月29日正式對外開放，由康樂及文化事務署管理。公園下方為被隱藏的佐敦谷渠。

## 歷史
牛頭角公園前身為牛頭角下邨八號遊樂場，於2011年拆卸。

## 設施
提供一個七人硬地足球場、兒童遊樂場、緩跑徑、健身設施以及長者健體園地等設施。

## 禁煙安排
牛頭角公園全面禁煙，不設吸煙區。

## 鄰近地點建築
- 牛頭角下邨
- 淘大花園
- 德福花園
- 安基苑
- 東九文化中心
- 牛頭角市政大廈